# Herleshausen
Herleshausen est une municipalité allemande située dans le land de la Hesse et l'arrondissement de Werra-Meissner.
Au temps de la séparation de l'Allemagne, la localité était un poste-frontière autoroutier  qui permettait de franchir la frontière intérieure entre Allemagne de l'Ouest et Allemagne de l'Est. En effet, sur la Bundesautobahn 4 qui passe à la lisière nord du village existait au nord-est de celui-ci, des installations de sécurité qui accueillait les douaniers et garde-frontière ouest-allemands.

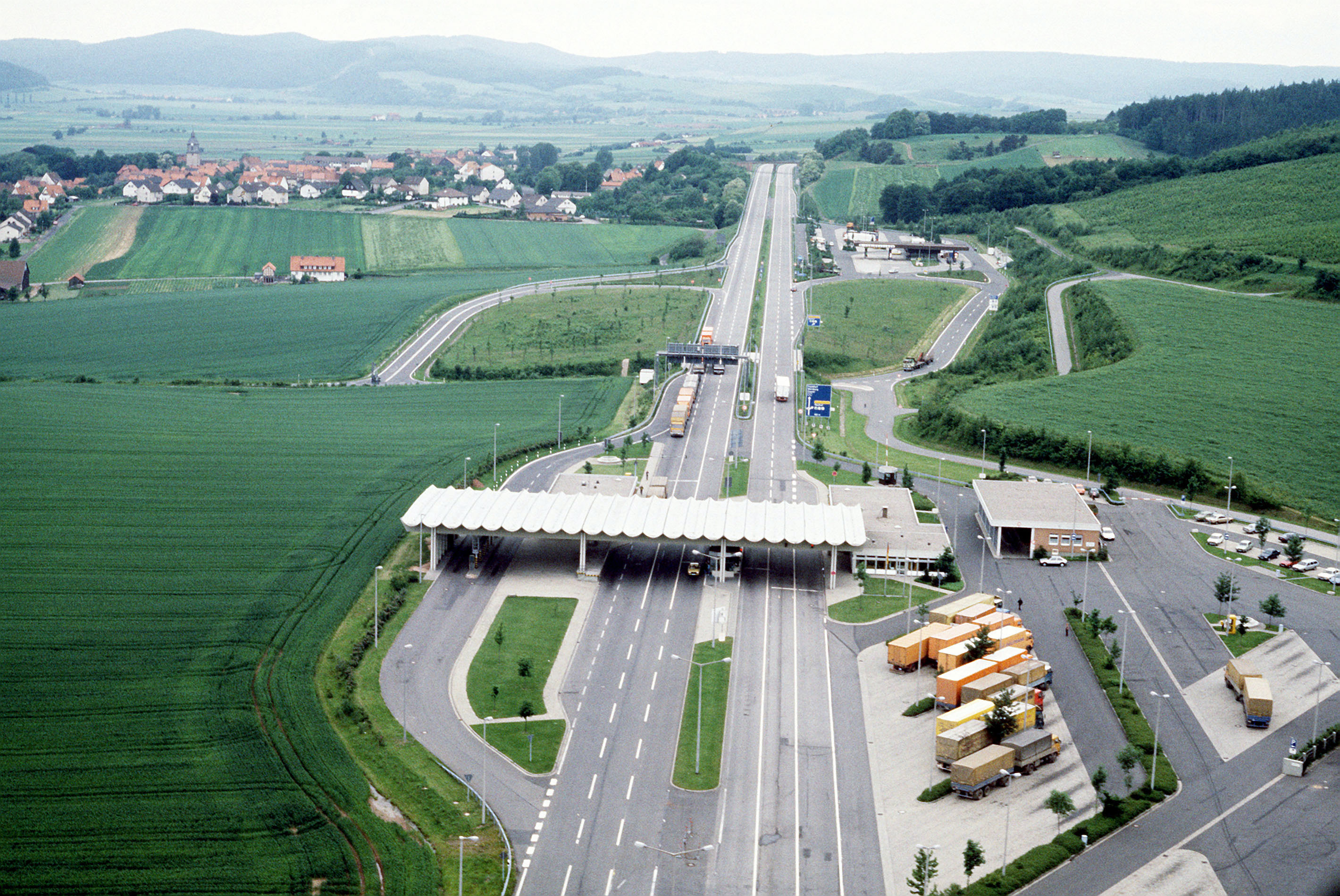
Vue aérienne prise depuis l'Est, du poste-frontière de Herleshausen en 1985.

## Monuments
- Château d'Augustenau, propriété de la Maison de Hesse, branche de Philipsthal.

## Jumelages
Cléder (France)